# Rhythm of the Pride Lands
Rhythm of the Pride Lands is een soundtrackalbum uitgebracht op 28 februari 1995 door Walt Disney Records. Het album is het vervolg op de originele soundtrack van de film The Lion King en bestaat uit nummers van en die geïnspireerd zijn door de animatiefilm uit 1994. De meeste nummers zijn geschreven door Lebo M, Jay Rifkin en Hans Zimmer en werden voornamelijk beïnvloed door de originele Afrikaanse muziek van de animatiefilm. De meeste liederen werden geheel of gedeeltelijk in verschillende Afrikaanse talen uitgevoerd.
Verschillende nummers op het album zouden later incarnaties hebben in andere op The Lion King gerichte projecten, die de musical van Julie Taymor en de direct-naar-video-vervolgen inspireerden, zoals "He Lives in You". Zo werden de nummers "Lea Halalela" en "Lala" aangepast in respectievelijk "Shadowland" en "Endless Night" voor de toneelmusicalbewerking. "Warthog Rhapsody", dat dieper in de oorsprong van Pumbaa ging, werd oorspronkelijk opgenomen om in de film te worden opgenomen, maar werd vervangen door "Hakuna Matata". Het lied werd later herwerkt met nieuwe teksten in het nummer "That's All I Need" voor The Lion King 1½ (2004).
In de eerste twee weken na de release piekte Rhythm of the Pride Lands op nummer 23 op de Billboard 200. In april 1997 had het album meer dan 900.000 exemplaren verkocht en in oktober 1998 was het platina.

## Tracklijst
| Nr. | Titel                   | Artiest(en)                 | Duur |
| --- | ----------------------- | --------------------------- | ---- |
| 1.  | He Lives in You         | Lebo M                      | 4:51 |
| 2.  | Hakuna Matata           | Jimmy Cliff & Lebo M        | 4:24 |
| 3.  | The Lion Sleeps Tonight | Lebo M                      | 3:33 |
| 4.  | Kube                    | Lebo M                      | 3:46 |
| 5.  | Lea Halalela            | Khululiwe Sithole           | 6:02 |
| 6.  | It's Time               | Lebo M                      | 4:26 |
| 7.  | One by One              | Lebo M                      | 3:10 |
| 8.  | Warthog Rhapsody        | Nathan Lane & Ernie Sabella | 3:06 |
| 9.  | Lala                    | Lebo M                      | 4:34 |
| 10. | Busa                    | Lebo M                      | 4:04 |
| 11. | Noyana                  | Lebo M                      | 5:13 |